# Ренормгрупа
Ренормалізаційна група  або стисло ренормгрупа — апарат теоретичної фізики, що дозволяє систематичне дослідження змін у фізичній системі при зміні масштабу, тобто при масштабних перетвореннях. У фізиці елементарних частинок це стосується зміни у відповідних законах взаємодії на масштабі енергій, на якому відбуваються модифікації фізичних процесів.
Поняття ренормгрупи тісно зв'язане з поняттями масштабної інваріантності та конформаційної інваріантності, симетрій, коли система виглядає однаковою на кожному з масштабів (самоподібності).
Зміна масштабу аналогічна розглядання системи в мікроскоп зі змінною роздільною здатністю. У так званих перенормовних теоріях система на певному масштабі загалом виглядає так, наче вона складається з подібних між собою своїх копій дрібнішого масштабу, і ці компоненти описуються набором параметрів.
Компоненти або фундаментальні змінні можуть бути атомами, елементарними частинками, атомарними спінами тощо. Параметри типово описують взаємодію між компонентами. Це можуть бути характеристики зв'язку, що задають сили, або власне самі масові параметри. Може статися, що компоненти складають зі схожих між собою дрібніших.
Наприклад, у квантовій електродинаміці електрон, якщо приглянутися, виглядає так, наче він складається з електрона,  позитрона і фотона. Звичний електрон наче одягнений у шубу з інших частинок. Електричний заряд та маса голого електрона дещо відрізняються, і ця різниця визначається з рівнянь ренормгрупи.

## Історія
Ідея масштабних перетворень та масштабної інваріантності у фізиці стара. Міркування на основі розмірності були звичними у піфагорейців, Евкліда і пізніше Галілея. Знову популярними вони стали в кінці 19-го століття, мабуть першим прикладом була ідея Осборна Рейнольдса про пояснення турбулентності через зростання в'язкості.
Початково апарат ренормгрупи було розроблено у фізиці елементарних частинок, але тепер його застосування поширилося на фізику твердого тіла, механіку флюїдів, фізичну космологію і навіть нанотехнологію. Стаття Ернеста Штюкельберга та Андре Петерманна 1953 року передбачає ідеї з квантової теорії поля і концептуально відкриває це поле досліджень. Вони зауважили, що реформування по суті запроваджує групу перетворень, що заміняють голі члени одягненими. Вони запропонували у квантовій електродинаміці функцію h(e), яку тепер називають бета-функцією.

### Перші успіхи
Маррі Гелл-Манн  та Френсіс Е. Лоу в 1954 році
обмежили масштабні перетворення в квантовій електродинаміці тільки найбільш суттєвими й зосередилися на асимптотиці фотонного пропагатора на високих енергіях.
Вони визначили варіацію електромагнітного зв'язування завдяки простоті масштабного фактора в цій теорії. Так вони відкрили, що параметр зв'язку g(μ) при масштабі енергії μ задається груповим рівнянням
{\displaystyle g(\mu )=G^{-1}\left(\left({\frac {\mu }{M}}\right)^{d}G(g(M))\right)},
для деякої функції G (неозначеної, тепер її називають масштабною функцією Вегнера) та для сталої d, через зв'язування g(M) на масштабі M. Отримавши ці результати, Гелл-Манн і Лоу зрозуміли, що ефективний масштаб можна обрати довільно, а потім перемасштабувати до будь-якого іншого значення:
{\displaystyle g(\kappa )=G^{-1}\left(\left({\frac {\kappa }{\mu }}\right)^{d}G(g(\mu ))\right)=G^{-1}\left(\left({\frac {\kappa }{M}}\right)^{d}G(g(M))\right)}.
Суть ренормгрупи в
груповій властивості: зі зміною масштабу теорія будує свої самоподібні репліки, і до будь-якого ма2=сштабу можна одинаково перейти з будь-якого іншого за допомогою групової дії, це формальна транзитивна спряженість взаємодії в математичному сенсі (Рівняння Шредера).
Виходячи з цього рівняння для скінченної групи та її поведінки при перемасштабуванні, Гелл-Манн та Лоу змогли розглянути нескінченно малі перетворення і розробили обчислювальні методи для математичної функції потоку параметра взаємодії g ψ(g) = G d/(∂G/∂g).

Як і функція h(e) Штюкельберга та Петерманна, їхня функція визначає зміну параметра взаємодії g(μ) з малою зміною масштабу μ за допомогою диференціального рівняння, яке називають рівнянням ренормгрупи:
{\displaystyle \displaystyle {\frac {\partial g}{\partial \ln \mu }}=\psi (g)=\beta (g)}.
У 1970 році Каллан і Симанзік дали цій функції сучасну назву: бета-функція
. Оскільки вона залежить лише від g, інтегрування по g пертубативної оцінки дозволяє визначення ренормалізаційної траєкторії параметра взаємодії, тобто його варіацію з енергією
по суті функцію G. Передбачення теорії (Штюкельберг-Петерманн-Гелл-Манн-Лоу) знайшли підтвердження через 40 років в експериментах на великому електрон-позитронному колайдері з визначення сталої тонкої структури: при енергії 200 ГеВ її значення було близьким до 1/127, тоді як звичне низькоенергетичне значення близьке до 1/137

### Глибше розуміння
Ренормгрупа з'являється при перенормуванні змінних квантових полів, що зазвичай має справу з розбіжностями. Проблему успішної систематичної роботи з розбіжностями в квантовій теорії, отримуючи скінченні значення, розв'язали Річард Фейнман, Джуліан Швінгер та Сінітіро Томонага, за що отримали в 1965 році Нобелівську премію. Фактично вони вигадали теорію перенормування заряду та маси, в якій нескінченність в імпульсі відрізається дуже великим регулятором Λ.
Залежності фізичних величин, таких як заряд чи маса електрона від параметра Λ приховані на більших відстанях, на яких проводяться вимірювання фізичних величин, а отже, як наслідок, усі спостережувані залишаються скінченними навіть для нескінченного Λ. Гелл-Манн та Лоу цими результатами показали, що ψ(g) явно залежить лише від параметрів теорії, а не від масштабу μ. Тож рівняння ренормгрупи можна розв'язати, визначивши G , а потім
g(μ). Глибше розуміння фізичного значення та узагальнення процесу ренормалізації, що не обмежується групою дилатації конвенційних перенормовних теорій, розглядає методи, в яких різні масштаби фігурують одночасно. Воно прийшло з фізики конденсованих середовищ: стаття Лео Каданоффа 1966 року запропонувала ренормалізацію спінових блоків. Ідея блоків є способом визначити компоненти теорії великих розмірів як агрегати компонент малих розмірів.
Цей підхід не лише концептуально використав ідею перенормування, а й отримав суттєву й потужну обчислювальну підтримку в роботах Кеннета Вілсона. Вілсон продемонстрував силу своїх ідей конструктивним ітеративним розв'язком старої задачі, ефекту Кондо а також виконаними раніше дослідженнями
фазових переходів другого порядку й критичних явищ.
За свій внесок він отримав 1982 року Нобелівську премію.

### Переформулювання
Тим часом теорія ренормгрупи у фізиці елементарних частинок була в 1979 році переформульована Калланом та Симанзіком у зручнішому для практичного використання вигляді. Згадана вище бета-функція, що описує утікання параметра зв'язку зі зміною масштабу, як виявилося, зводиться до «канонічної слідової аномалії», що представляє квантово-механічне порушення масштабної (дилятаційної) симетрії в теорії поля. (Цікаво, що сама квантова механіка може викликати масу через слідову аномалію та втікання параметра взаємодії.) Застосування ренормгруп у фізиці елементарних частинок вибухово зросло в 1970-их в зв'язку зі становленням Стандартної моделі.
У 1973-му
виявилося, що в теорії взаємодії кольорових кварків (квантовій хромодинаміці) бета-функція від'ємна. Це означає, що початкова взаємодія при високих енергіях розбігається при певному значенні μ. Це особливе значення є характерним масштабом сильної взаємодії μ = ΛQCD і припадає на приблизно 200 MeB.
З іншого боку взаємодія стає слабкою при дуже великих енергіях (асимптотична свобода), і виникає можливість спостерігати кварки як точкові частинки в глибоко непружному розсіянні, як це передбачає масштабування Фейнмана — Бйоркена. Так квантова хромодинаміка набула статусу квантової теорії поля, що має справу з сильною взаємодією між частинками.
Ренормгрупа в імпульсному просторі також стала добре розвинутим знаряддям у фізиці твердого тіла, але її успіху завадило широке використання теорії збурень, що не дозволило теорії здобути успіх у сильно корельованих системах. Варіаційне числення краща альтернатива для вивчення таких систем.

### Конформна симетрія
Конформна симетрія пов'язана із зануленням бета-функції. Це може трапитися природно, якщо параметр взаємодії, втікаючи, притягається до непорушної точки, де β(g) = 0. У квантовій хромодинаміці таке відбувається на малих відстанях, де g → 0 і називається тривіальною ультрафіолетовою непорушною точкою. Для важких кварків, таких як верхній кварк
взаємодія з бозоном Хіггса, яка надає кварку маси, збігається до ненульової (нетривіальної) інфрачервоної непорушої точки, що вперше передбачили Пендлтон та Росс
(1981) і К. Т. Хілл. Верхній кварк взаємодії Юкави лежить дещо нижче інфрачервоної непорушної точки Стандартної моделі, що може натякати на можливість нової фізики, такої як послідовні важкі бозони Хіггса.
У теорії струн конформна інваріантність світу-листа є фундаментальною симетрією: вимагається β = 0. β тут є функцією простору-часу, в якому рухається струна. Цей факт визначає часово-просторову розмірність теорії струн й нав'язує геометрії сумісність з рівняннями Ейнштейна загальної теорії відносності. Ренормгрупи мають фундаментальну важливість для теорії струн та теорій великого об'єднання.
Ренормгрупа є також ключовою сучасною ідеєю при вивченні критичних явищ у фізиці конденсованих середовищ. Ренормгрупи стали одним із основних інструментів сучасної фізики. Часто ренормгрупи використовують разом із методами Монте-Карло.

## Спінові блоки
У цьому розділі з педагогічною метою розповідається про найпростішу для розуміння ренормгрупу — спінові блоки Лео Каданоффа, запропоновані 1966-го року.
Розглядається двовимірне тверде тіло, регулярно розташовані атоми, як зображено на малюнку.
Припускається, що атоми взаємодіють лише з найближчими сусідами, і що температура системи T. Взаємодія описується параметром зв'язку J. Фізика системи описується певною формулою, наприклад гамільтоніном H(T,J).
Розбиваючи кристал на блоки 2×2, систему намагаються описати блоковими змінними, тобто змінними, що задають середнє для блоків. Далі припускають, що завдяки якомусь щасливому збігові фізика блокових змінних описується формулою того ж типу, але з іншими значеннями T та J :  H(T',J'). (Це не завжди так, але загалом це непогане перше наближення.)
Можливо, початкова задача була надто складною, бо атомів було надто багато. У ренормалізованій задачі їх лише чверть. Але чому зупинятися на цьому? Нова ітерація того ж типу призведе до H(T",J") та шістнадцятої частини атомів. З кожною ітерацією масштаб спостереження збільшується.
Звісно, найкраще було б ітерувати, доки не залишиться один великий блок. Оскільки в реальному зразку атомів дуже багато, така прцедура більш-менш еквівалентна знаходженню поведінки ренормалізаційного перетворенняя на великих відстанях. Часто після багатьох ітерацій ренормалізаційне перетворення приводить до непорушних точок.
Для конкретності можна розглянути магнітну систему (наприклад, модель Ізінга), в якій J означає тенденцію сусідніх спінів до паралельності. Конфігурація системи визначається рівновагою між прагненням до впорядкування, що задається J, та температурним розупорядкуванням.
Багато моделей такого типу мають три непорушні точки:
1. T=0 і J → ∞. Це означає, що в системах найбільшого розміру температура втрачає значення, тобто фактор розупорядкування зникає. Тому системи великого розміру упорядковані. Встановлюється феромагнітна фаза.
2. T → ∞ і J → 0. Абсолютно протилежна ситуація, температура домінує, система великого розміру невпорядкована.
3. Нетривіальна точка посередині, T = Tc, J = Jc. У цій точці фізика не міняється зі зміною масштабу бо система перебуває в фрактальному стані. Ця точка відповідає точці Кюрі фазового переходу, тобто критичній точці.

Тож, якщо задано певний матеріал з певними значеннями T та J, усе, що треба зробити для знаходення поведінки системи на великому масштабі, так це ітерувати, доки не буде знайдено непорушну точку.

## Елементарна теорія
Формулюючи думку технічніше, нехай теорія описується функцією {\displaystyle Z} динамічних змінних {\displaystyle \{s_{i}\}} та набором параметрів взаємодії {\displaystyle \{J_{k}\}}. Це може бути функція розподілу, дія, гамільтоніан тощо. Вона повинна описувати фізику системи повністю.
Розглянемо тепер перетворення динамічних змінних {\displaystyle \{s_{i}\}\to \{{\tilde {s}}_{i}\}}, де число {\displaystyle {\tilde {s}}_{i}} повинно бути меншим від числа {\displaystyle s_{i}}. Спробуємо тепер переписати функцію {\displaystyle Z} тільки через {\displaystyle {\tilde {s}}_{i}}. Якщо це можна зробити зі зміною параметрів {\displaystyle \{J_{k}\}\to \{{\tilde {J}}_{k}\}}, то теорію називають перенормовною.
Чомусь більшість фундаментальних фізичних теорій, таких як квантова електродинаміка, квантова хромодинаміка та електро-слабка взаємодія, однак не гавітація, перенормовні точно. Крім того, більшість теорій фізики конденсованих середовищ перенормовні приблизно, від надпровідності до турбулентності.
Зміна параметрів уводиться певною бета-функцією: {\displaystyle \{{\tilde {J}}_{k}\}=\beta (\{J_{k}\})}, про яку говорять, що вона задає потік ренормалізації у просторі {\displaystyle J}. Зміну потокового значення {\displaystyle J} називають утіканням параметра взаємодії.
Як зазначалося в попередньому розділі, найважливішою інформацією про потік ренормалізації є його нерухомі точки. Можливі макроскопічні стани системи задаються цим набором непорушних точок. Якщо нерухомі точки відповідають теорії вільних полів, про теорію говорять, що вона квантово тривіальна, має так званий полюс Ландау, як квантова електродинаміка. Для взаємодії φ4 Майкл Айзенман доказав, що теорія направду тривіальна для розмірності простору D ≥ 5. Для D = 4 строгого доведення тривіальності ще нема (на час подання роботи в arxiv), але ґраткові обчислення надають цьому твердженню сильну підтримку. Цей
факт важливий оскільки квантову тривіальність можна використати для передбачення меж, які можуть мати певні параметри, і навіть встановити їх точно. До таких параметрів належить, наприклад, маса бозона Гіггза у сценаріях асимптотичної безпеки.
При вивченні ґраткових теорій Гіггса виникають численні непорушні точки, але природа квантових теорій поля, асоційованих із ними, залишається відкритим питанням.
Оскільки реномалізаційні перетворення в таких системах втрачають інформацію (число змінних зменшується), зворотнє перетворення не обов'язково існує. Тому ренормгрупа є по суті напівгрупою.

## Релевантні та іррелевантні оператори й класи універсальності
Нехай певна спостережувана A є характеристикою системи, над якою проводять ренормалізацію. Її абсолютна величина зі зміною масштабу від дрібного до крупнішого може: (a) завжди зростати, (b) завжди зменшуватися, (c) або поводитися інакше.
У першому випадку про спостережувану кажуть, що вона релевантна, у другому — що вона іррелевантна, у третьому — маргінальна.
Релевантна спостережувана необхідна для опису макроскопічної поведінки системи; іррелевантна — ні. Магінальну спостережувану може потріно враховувати, а може не треба. Чудовий загальний факт —
більшість спостережуваних іррелевантні, тобто, макроскопічна фізика домінована в більшості систем лише кількома спостережуваними. Наприклад, щоб описати моль атомів Карбону-12 на мікроскопічному рівні, потрібно 1023 (число Авогадро) змінних, тоді як макроскопічний опис (12 грамів Карбону) потребує тільки кілька.
До того, як Вільсон розробив свій підхід через ренормалізацію, треба було пояснити дивний факт: збіг критичних індексів (тобто показників залежності кількох різних величин від зведеної температури поблизу фазового переходу другого порядку) в дуже різномаїтих явищах, таких як магнітні системи, перехід у надплинний стан (лямбда-перехід), фізиці сплавів тощо. Так, загалом термодинамічні характеристики системи поблизу фазових переходів залежать тільки від невеликої кількості параметрів, таких як розмірність та симетрія, але нечутлива до мікроскопічних властивостей системи.
Збіг критичних індексів для геть різних фізичних систем називають універсальністю. Тепер теорія ренормгрупи його успішно пояснила, по суті показавши, що відмінності між такими явищами зводяться до іррелевантних спостережуваних, тоді як релевантні спостережувані для них спільні.
Тому багато макроскопічних явищ можна згрупувати в невелике число класів універсальності, що визначаються наборами релевантних спостережуваних.

## Імпульсний простір
На практиці ренормгрупи бувають двох різновидів. Пояснена раніше картина Каданоффа має справу в основному з реальним (координатним) простором.
З іншого боку, ренормгрупа імпульсного простору попри свої тонкощі має довшу історію. Її використовують для систем, де ступені свободи можна подати як Фур'є моди заданого поля. Ренормгрупове перетворення виінтегровує певний набір мод із великим імпульсом (великим хвильовим числом). Оскільки великі хвильові числа пов'язані з дрібним масштабом, ренормгрупа в імпульсному просторі по суті аналогічна ефекту огрублення в координатному просторі.
Ренормгрупа в імпульсному просторі зазвичай використовує розклад за теорією збурень. Застосовність такого розкладу нав'язується реальній фізичній системі припущенням близькості до системи вільних полів. У цьому разі спостережувані можна обрахувати сумуючи провідні члени в розкладі. Цей підхід виявився успішним у багатьох теоріях, включно з більшості теорій фізики елементарних частинок, але веде до невдачі для систем, фізика яких дуже далека від будь-якої вільної системи, тобто для систем із сильною кореляцією.
Прикладом фізичного значення ренормгрупи у фізиці частинок може бути  перенормалізація заряду  в квантовій електродинаміці. Нехай позитивний заряд має певну справжню чи голу величину.
Електромагнітне поле навколо заряду має повну енергію, а тому може утворювати пари, наприклад електрон-позитронні, які одразу ж анігілюють. Але ці віртуальні електрони притягатимуться до пробного заряду, а позитрони — відштовхуватимуться. Оскільки ці процеси завжди присутні, то пари по суті екрануватимуть сторонній заряд. Тому виміряна величина заряду залежатиме від того, наскільки близько можна підібратися до проби. Звідси залежність характеристики взаємодії (тут заряду) від масштабу відстані.
Масштаби в координатному та імпульсному просторах взаємно пов'язані співвідношенням де Бройля: чим вища енергія чи імпульс, тим менша роздільна здатність. Тому ті, хто використовує ренормгрупу імпульсного простору іноді говорять, що вони виінтегровують із своїх теорій високі енергії та великі імпульси.

## Точне рівняння ренормгрупи
Точне рівняння ренормгрупи (англійська абревіатура ERGE) враховує іррелевантну взаємодію. There are several formulations.
ERGE Вільсона найпростіше концептуально, але його практично неможливо реалізувати. Перетворення Фур'є в імпульсний простір після обертання Віка в евклідовий простір наполягають на жорсткому обрізанні, p2 ≤ Λ2, так що залишаються тільки ступені вільності з імпульсами, меншими ніж Λ. Статсума має вигляд
{\displaystyle Z=\int _{p^{2}\leq \Lambda ^{2}}{\mathcal {D}}\phi \exp \left[-S_{\Lambda }[\phi ]\right].}
Для будь-якого додатнього Λ', меншого ніж Λ, SΛ' (функціонал над конфігураціями поля φ, Фур'є перетворення якого мають підтримку для p2 ≤ Λ' 2) визначається як
{\displaystyle \exp \left(-S_{\Lambda '}[\phi ]\right)\ {\stackrel {\mathrm {def} }{=}}\ \int _{\Lambda '\leq p\leq \Lambda }{\mathcal {D}}\phi \exp \left[-S_{\Lambda }[\phi ]\right].}
Очевидно,
{\displaystyle Z=\int _{p^{2}\leq {\Lambda '}^{2}}{\mathcal {D}}\phi \exp \left[-S_{\Lambda '}[\phi ]\right].}
Фактично це перетворення є транзитивним. Якщо розрахувати SΛ′ з SΛ, а тоді SΛ″ з SΛ′, то Вільсонова дія буде такою ж, якби прямо розраховував SΛ″ з SΛ.
ERGE Полчинського застосовує гладке ультрафіолетове обрізання з регулятором. По суті воно намагається покращити ERGE Вільсона. Замість різкого обрізання використовується гладке. Внесок імпульсів, що перевищують Λ, сильно придушується, однак гладкість обрізання дозволяє вивести диференціальне рівняння щодо величини Λ. Так само як у підході Вільсона функціонал дії інший для кожного масштабу обрізання Λ. Вважається, що ці різні дії описують ту ж модель, що означає вимогу точного збігу статсум.
Іншими словами, (для дійсного скалярного поля; узагальнення на інші поля очевидне),
{\displaystyle Z_{\Lambda }[J]=\int {\mathcal {D}}\phi \exp \left(-S_{\Lambda }[\phi ]+J\cdot \phi \right)=\int {\mathcal {D}}\phi \exp \left(-{\tfrac {1}{2}}\phi \cdot R_{\Lambda }\cdot \phi -S_{{\text{int}}\,\Lambda }[\phi ]+J\cdot \phi \right)}
і ZΛ справді не залежить від Λ. Тут використано стислу нотацію деВітта. Крім того гола дія SΛ розбита на квадратичну кінетичну частину і частину з взаємодією Sint Λ. Це розділення, звісно, не бездоганно чисте. Частина з взаємодією може містити квадратичні кінетичні члени. Фактично, якщо проводиться будь-яка ренормалізація хвильової функції, такі члени будуть присутні майже напевне. Це може бути до певної міри зменшено перемасштабуванням подя. RΛ є функцією імпульсу p, і другий член в експонеті дорівнює
{\displaystyle {\frac {1}{2}}\int {\frac {d^{d}p}{(2\pi )^{d}}}{\tilde {\phi }}^{*}(p)R_{\Lambda }(p){\tilde {\phi }}(p)}
коли його розкласти.
RΛ(p)/p2 по суті дорівнює 1, коли {\displaystyle p\ll \Lambda }. Якщо {\displaystyle p\gg \Lambda }, RΛ(p)/p2 стає дуже великим, наближаючись до нескінченості. RΛ(p)/p2 завжди не менше 1 і є гладким. Це залишає флуктуації з імпульсами, меншими ніж Λ незмінними, але сильно придушує внески флуктуацій з імпульсами, що перевищують параметр обізання. Очевидно, це значне покращення теорії Вільсона.
Умову
{\displaystyle {\frac {d}{d\Lambda }}Z_{\Lambda }=0}
можна задовольнити, поклавши (але не тільки)
{\displaystyle {\frac {d}{d\Lambda }}S_{{\text{int}}\,\Lambda }={\frac {1}{2}}{\frac {\delta S_{{\text{int}}\,\Lambda }}{\delta \phi }}\cdot \left({\frac {d}{d\Lambda }}R_{\Lambda }^{-1}\right)\cdot {\frac {\delta S_{{\text{int}}\,\Lambda }}{\delta \phi }}-{\frac {1}{2}}\operatorname {Tr} \left[{\frac {\delta ^{2}S_{{\text{int}}\,\Lambda }}{\delta \phi \,\delta \phi }}\cdot R_{\Lambda }^{-1}\right].}
Жак Дістлер без жодного доказу стверджував, що це ERGE непертурбативно некоректне.
ERGE ефективної середньої дії використовує обрізання з гладким інфрачервоним регулятором.
Ідея в тому, щоб врахувати всі флуктуації аж до хвильового числа k. Ефективна середня дія буде точною для флуктуацій з імпульсами, що перевищують k. При зменшенні параметра k ефективна середня дія прямує до значення, що враховує всі квантові й класичні флуктуації. А от при великих k ефективна середня дія близька до «голої дії». Тож ефективна середня дія інтерполює між голою дією і ефективною дією.
Для дійсного скалярного поля інфрачервоне обрізання додається додаванням
{\displaystyle {\frac {1}{2}}\int {\frac {d^{d}p}{(2\pi )^{d}}}{\tilde {\phi }}^{*}(p)R_{k}(p){\tilde {\phi }}(p)}
до дії S, де функція Rk залежить як від k так і від p так, що в разі
{\displaystyle p\gg k}, Rk(p) дуже мала, прямуючи до нуля при {\displaystyle p\ll k}, {\displaystyle R_{k}(p)\gtrsim k^{2}}. Rk одночасно гладка й невід'ємна. Її велике значення при малих імпульсах веде до придушення їхнього внеску в статсуму, що по суті рівнозначно нехтуванню крупномасштабними флуктуаціями.
Для цього інфрачервоного регулятора можна використати стислу нотацію деВітта
{\displaystyle {\frac {1}{2}}\phi \cdot R_{k}\cdot \phi .}
Так
{\displaystyle \exp \left(W_{k}[J]\right)=Z_{k}[J]=\int {\mathcal {D}}\phi \exp \left(-S[\phi ]-{\frac {1}{2}}\phi \cdot R_{k}\cdot \phi +J\cdot \phi \right)}
де J — поле джерела. Перетворення Лежандра функції Wk зазвичай дає ефективну дію. Однак, розрахунки починалися з S[φ]+1/2 φ⋅Rk⋅φ, тож щоб отримати середню ефективну дію, треба відняти 1/2 φ⋅Rk⋅φ. Іншими словами, співвідношення
{\displaystyle \phi [J;k]={\frac {\delta W_{k}}{\delta J}}[J]}
можна обернути й отримати Jk[φ], а ефективну середню дію Γk можна означити як
{\displaystyle \Gamma _{k}[\phi ]\ {\stackrel {\mathrm {def} }{=}}\ \left(-W\left[J_{k}[\phi ]\right]+J_{k}[\phi ]\cdot \phi \right)-{\tfrac {1}{2}}\phi \cdot R_{k}\cdot \phi .}
Тож,
{\displaystyle {\begin{aligned}{\frac {d}{dk}}\Gamma _{k}[\phi ]&=-{\frac {d}{dk}}W_{k}[J_{k}[\phi ]]-{\frac {\delta W_{k}}{\delta J}}\cdot {\frac {d}{dk}}J_{k}[\phi ]+{\frac {d}{dk}}J_{k}[\phi ]\cdot \phi -{\tfrac {1}{2}}\phi \cdot {\frac {d}{dk}}R_{k}\cdot \phi \\&=-{\frac {d}{dk}}W_{k}[J_{k}[\phi ]]-{\tfrac {1}{2}}\phi \cdot {\frac {d}{dk}}R_{k}\cdot \phi \\&={\tfrac {1}{2}}\left\langle \phi \cdot {\frac {d}{dk}}R_{k}\cdot \phi \right\rangle _{J_{k}[\phi ];k}-{\tfrac {1}{2}}\phi \cdot {\frac {d}{dk}}R_{k}\cdot \phi \\&={\tfrac {1}{2}}\operatorname {Tr} \left[\left({\frac {\delta J_{k}}{\delta \phi }}\right)^{-1}\cdot {\frac {d}{dk}}R_{k}\right]\\&={\tfrac {1}{2}}\operatorname {Tr} \left[\left({\frac {\delta ^{2}\Gamma _{k}}{\delta \phi \delta \phi }}+R_{k}\right)^{-1}\cdot {\frac {d}{dk}}R_{k}\right]\end{aligned}}}
а отже
{\displaystyle {\frac {d}{dk}}\Gamma _{k}[\phi ]={\tfrac {1}{2}}\operatorname {Tr} \left[\left({\frac {\delta ^{2}\Gamma _{k}}{\delta \phi \delta \phi }}+R_{k}\right)^{-1}\cdot {\frac {d}{dk}}R_{k}\right]}
є ERGE, відоме як рівняння Ветеріха. Як показав Морріс ефективна дія Γk насправді зв'язана з ефективною дією Полчинського Sint через перетворення Лежандра.
Оскільки вибрати Rk можна нескінченним числом способів, інтерполяційних ERGE теж нескінченно багато.
Узагальнення на інші поля, наприклад спінорне, очевидне.
Хоча ERGE Полчинського та ERGE ефективної середньої дії виглядають схоже, у них закладені зовсім різні філософії. В ERGE, ефективної середньої дії гола дія не змінюється (і ультрафіолетове обрізання, якщо таке є, також залишається без змін), але інфрачервоний внесок в ефективну дію придушується тоді як в ERGE Полчинського, теорія поля зафіксована раз і назавжди, а «гола дія» варіює на різних енергетичних масштабах, відтворюючи наперед задану модель. За духом версія Полчинського набагато ближча до ідей Вільсона. Варта зауважити, що один з підходів використовує термін «гола дія», тоді фк інша послуговується теріном ефективна (середня) дія.